# Pembina County
Das Pembina County ist ein County im US-amerikanischen Bundesstaat North Dakota. Im Jahr 2010 hatte das County 7413 Einwohner und eine Bevölkerungsdichte von 2,6 Einwohnern pro Quadratkilometer. Der Verwaltungssitz (County Seat) ist Cavalier.

## Geografie

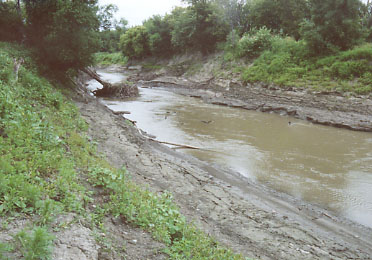
Pembina River

Das County liegt im äußersten Nordosten von North Dakota. Es wird vom Pembina River durchflossen, einem linken Nebenfluss des Red River of the North, der die Grenze zu Minnesota bildet. Im Norden grenzt das County an Kanada. Es hat eine Fläche von 2905 Quadratkilometern, wovon 8 Quadratkilometer Wasserfläche sind.
An das Pembina County grenzen folgende Countys und Provinzen:
|                 | Provinz Manitoba (Kanada) |                            |
| Cavalier County |                           | Kittson County (Minnesota) |
|                 | Walsh County              |                            |

## Geschichte
Das Pembina County wurde 1867 gebildet. Benannt wurde es nach anepeminan sipi, dem Wort aus dem Ojibwe für Moosbeeren, die in der Region entlang der Flussläufe häufig vorkommen. Der Sitz der Verwaltung befand sich bis 1911 in Pembina, bis dieser nach Cavalier verlegt wurde.
Zehn Bauwerke und Stätten des Countys sind im National Register of Historic Places eingetragen (Stand 29. März 2018).

## Bevölkerung
Nach der Volkszählung im Jahr 2010 lebten im Pembina County 7413 Menschen in 3304 Haushalten. Die Bevölkerungsdichte betrug 2,6 Einwohner pro Quadratkilometer. In den 3304 Haushalten lebten statistisch je 2,18 Personen.
Ethnisch betrachtet setzte sich die Bevölkerung zusammen aus 95,8 Prozent Weißen, 0,5 Prozent Afroamerikanern, 1,9 Prozent amerikanischen Ureinwohnern, 0,3 Prozent Asiaten sowie aus anderen ethnischen Gruppen; 1,4 Prozent stammten von zwei oder mehr Ethnien ab. Unabhängig von der ethnischen Zugehörigkeit waren 2,6 Prozent der Bevölkerung spanischer oder lateinamerikanischer Abstammung.
21,1 Prozent der Bevölkerung waren unter 18 Jahre alt, 58,0 Prozent waren zwischen 18 und 64 und 20,9 Prozent waren 65 Jahre oder älter. 48,9 Prozent der Bevölkerung war weiblich.
Das jährliche Durchschnittseinkommen eines Haushalts lag bei 52.270 USD. Das Pro-Kopf-Einkommen betrug 27.555 USD. 7,8 Prozent der Einwohner lebten unterhalb der Armutsgrenze.

## Ortschaften im Pembina County
Citys
| - Bathgate - Canton City - Cavalier - Crystal | - Drayton - Hamilton - Mountain - Neche | - Pembina - St. Thomas - Walhalla |

Unincorporated Communities
| - Akra - Backoo - Bowesmont - Concrete - Fleece | - Gardar - Glasston - Hallson - Joliette - Leroy | - Leyden - McArthur - Pittsburgh - Svold |

## Sehenswürdigkeiten
- Ukrainian Orthodox Church of St. John (Pembina) von 1885.

## Gliederung
Das Pembina County ist neben den elf Citys in 24 Townships eingeteilt:
| Township          | Einwohner (2010) | FIPS     |
| ----------------- | ---------------- | -------- |
| Advance Township  | 130              | 38-00700 |
| Akra Township     | 229              | 38-00900 |
| Bathgate Township | 72               | 38-05300 |
| Beaulieu Township | 155              | 38-05580 |
| Carlisle Township | 100              | 38-12180 |
| Cavalier Township | 588              | 38-12980 |
| Crystal Township  | 50               | 38-17100 |
| Drayton Township  | 29               | 38-20380 |

| Township          | Einwohner (2010) | FIPS     |
| ----------------- | ---------------- | -------- |
| Elora Township    | 62               | 38-23900 |
| Felson Township   | 86               | 38-25980 |
| Gardar Township   | 95               | 38-29140 |
| Hamilton Township | 42               | 38-34660 |
| Joliette Township | 67               | 38-41020 |
| La Moure Township | 108              | 38-44580 |
| Lincoln Township  | 41               | 38-46660 |
| Lodema Township   | 69               | 38-47460 |

| Township            | Einwohner (2010) | FIPS     |
| ------------------- | ---------------- | -------- |
| Midland Township    | 71               | 38-52780 |
| Neche Township      | 37               | 38-55660 |
| Park Township       | 61               | 38-60820 |
| Pembina Township    | 82               | 38-61620 |
| St. Joseph Township | 94               | 38-70020 |
| St. Thomas Township | 119              | 38-70300 |
| Thingvalla Township | 101              | 38-78620 |
| Walhalla Township   | 130              | 38-83020 |